# Abd-ar-Razzaq (nom)
Abd-ar-Razzaq és un nom masculí teòfor àrab islàmic (àrab: عبد الرزاق, ʿAbd ar-Razzāq) que literalment significa ‘Servidor del Proveïdor’, essent «el Proveïdor» un dels epítets de Déu. Si bé Abd-ar-Razzaq és la transcripció normativa en català del nom en àrab clàssic, també se'l pot trobar transcrit Abdul Razzaq... normalment per influència de la pronunciació dialectal o seguint altres criteris de transliteració. Com a teòfor, també el duen molts musulmans no arabòfons que l'han adaptat a les característiques fòniques i gràfiques de la seva llengua.
Vegeu aquí personatges i llocs que duen aquest nom.